# Communauté de communes Loire et Sillon
La communauté de communes Loire et Sillon est une intercommunalité française, située dans le département de la Loire-Atlantique (région Pays de la Loire). Elle fut dissoute le 31 décembre 2016.
Elle est membre du pôle métropolitain Nantes - Saint-Nazaire

## Histoire
La communauté de communes a été créée le 1er janvier 2002. Son conseil communautaire est renouvelé depuis à chaque élections municipales.
En 2016, elle est contrainte par la loi NOTRe de fusionner avec la communauté de communes Cœur d'Estuaire afin de créer la Communauté de communes Estuaire et Sillon qui doit être effective le 1er janvier 2017. Cette fusion est officialisée par arrêté préfectoral du 22 décembre 2016.

## Composition
Cette communauté de communes était composée des huit communes suivantes :
| Nom                | Code Insee | Gentilé                | Superficie (km2) | Population (dernière pop. légale) | Densité (hab./km2) |
| ------------------ | ---------- | ---------------------- | ---------------- | --------------------------------- | ------------------ |
| Savenay (siège)    | 44195      | Savenaisiens           | 26,00            | 8 255 (2014)                      | 318                |
| Bouée              | 44019      | Bouésiens/Bouéziens    | 21,29            | 918 (2014)                        | 43                 |
| Campbon            | 44025      | Campbonnais            | 49,82            | 3 941 (2014)                      | 79                 |
| La Chapelle-Launay | 44033      | Capellaunésiens        | 24,82            | 2 842 (2014)                      | 115                |
| Lavau-sur-Loire    | 44080      | Lavausiens             | 16,22            | 755 (2014)                        | 47                 |
| Malville           | 44089      | Malvillois             | 31,24            | 3 361 (2014)                      | 108                |
| Prinquiau          | 44137      | Prinquelais            | 22,82            | 3 463 (2014)                      | 152                |
| Quilly             | 44139      | Quillerons/Quillysiens | 17,67            | 1 375 (2014)                      | 78                 |

## Administration

### Liste des présidents
| Période      | Période       | Identité                   | Étiquette | Qualité                                                                    |
| ------------ | ------------- | -------------------------- | --------- | -------------------------------------------------------------------------- |
| janvier 2002 | avril 2008    | Jean-Claude Le Gall        | PS        | Maire de Savenay (1995 → 2008) Conseiller général de Savenay (1998 → 2011) |
| avril 2008   | décembre 2016 | Alain Chauveau (1946-2019) |           | Adjoint au maire de Savenay (2008 → 2014)                                  |

### Compétences
Elle intervient dans les domaines suivants :
- Urbanisme
- Tourisme
- Gestion des déchets
- Sport
- Transports scolaires
- Logement
- Emploi et développement économique